# Elkin Murillo
Elkin Murillo (* 20. September 1977 in Apartadó) ist ein ehemaliger kolumbianischer Fußballspieler. Der Stürmer spielte zwischen 2001 und 2007 für die kolumbianische Nationalmannschaft.

## Karriere

### Verein
Der 1,75 m große Spieler lief zunächst bis 1999 für Deportes Quindío auf und spielte von 1999 bis 2000 bei Independiente Medellín. Es folgte der Wechsel zum Ligakonkurrenten Deportivo Cali, für den Murillo 106-mal auflief und dabei 22 Tore erzielte. Im Januar 2004 wechselte er dann zum ersten Mal ins Ausland, nämlich zu LDU Quito nach Ecuador. Für die Rot-Blauen machte er 97 Partien und netzte 17-mal ein. Drei Jahre nach dem Start seines Engagements dort wechselte er zurück in seine Heimat zu Atlético Nacional, den größten Rivalen seines ehemaligen Klubs Independiente. Dort konnte er mit seiner Mannschaft im Jahr 2007 die kolumbianische Meisterschaft gewinnen. Mitte 2008 wechselte er zu Sporting Cristal nach Peru, zog aber schon Anfang 2009 zu Club Técnico Universitario nach Ambato in Ecuador weiter. Anfang 2010 kehrte er nach Kolumbien zurück und heuerte bei seinem Heimatverein Deportes Quindío an. Anschließend spielte er noch für Deportes Tolima, Deportivo Pereira und Cortuluá. Im Jahr 2013 beendete er seine Laufbahn.

### Nationalteam
Mit seinem Nationalteam nahm Murillo an der Copa América 2001 und 2004 teil. Bei beiden Turnieren kam er in allen Partien seines Landes zum Einsatz, konnte jedoch kein mal treffen. Eine weitere Turnierteilnahme konnte er beim CONCACAF Gold Cup 2003 in den Vereinigten Staaten verzeichnen. Hier machte er nur eine Partie und konnte erneut nicht treffen. Zudem war er beim Confederations Cup 2003 dabei, bei dem er zweimal auflief.